# Elliott Nugent
Elliott Nugent (Dover, 20 de setembre de 1896 - Nova York, 9 d'agost de 1980) va ser un actor, dramaturg, escriptor i director de cinema estatunidenc

## Biografia
Era fill de l'actor J. C. Nugent. Va assistir a la Universitat Estatal d'Ohio. Va fer la transició del cinema mut al cinema sonor amb èxit. Va dirigir The Cat and the Canary (1939), protagonitzada per Bob Hope i Paulette Goddard. També va dirigir les pel·lícules Never Say Die (1939) i Morena i perillosa (1947).
Nugent va ser un company de classe de la universitat (i amic de tota la vida) de James Thurber. Junts, van escriure l'obra de teatre per Broadway The Male Animal (1940) en la qual Nugent va protagonitzar amb Gene Tierney. També va dirigir la versió cinematogràfica de 1942 de The Male Animal, protagonitzada per Henry Fonda i Olivia de Havilland.
Nugent era el cunyat de l'actor Alan Bunce conegut pel programa Ethel and Albert.
Va morir dormint a casa seva a Nova York. Els seus articles estan arxivats a la Biblioteca Pública de Nova York.

## Filmografia parcial

### actor
- 1929: Wise Girls, d'E. Mason Hopper
- 1930: The Unholy Three, de Jack Conway
- 1930: Romance, de Clarence Brown
- 1930: For the Love o' Lil, de James Tinling
- 1930: Not So Dumb, de Marion Davies
- 1931: The Virtuous Husband, de Vin Moore
- 1931: The Last Flight, de William Dieterle
- 1947: Welcome Stranger

### guionista
- 1930: The Unholy Three, de Jack Conway

### director
- 1932: Life Begins
- 1933: Three Cornered Moon
- 1933: Whistling in the Dark
- 1934: Two Alone
- 1935: Enter Madame!
- 1935: College Scandal
- 1936: Wives Never Know
- 1936: And So They Were Married
- 1938: Professor Beware
- 1939: The Cat and the Canary
- 1939: Never Say Die
- 1941: Nothing But the Truth
- 1942: The Male Animal
- 1943: The Crystal Ball
- 1944: Rumb a Orient (Up in Arms)
- 1947: Morena i perillosa (My Favorite Brunette)
- 1947: Welcome Stranger
- 1949: El gran Gatsby (The Great Gatsby)
- 1949: Mr. Belvedere Goes to College
- 1950: The Skipper Surprised His Wife
- 1951: My Outlaw Brother
- 1952: Just for You